# Sojuz 15
Sojuz 15 byl let sovětské kosmické lodě v rámci programu Sojuz, celkem padesátá loď vyslaná ze Země.

## Posádka
- Gennadij Sarafanov (1), velitel lodě
- Lev Stěpanovič Ďomin (1), palubní inženýr

(v závorkách je uveden dosavadní počet letů do vesmíru včetně této mise)

### Záložní posádka
- Boris Volynov
- Vitalij Žolobov

## Program a průběh letu
Mělo se jednat o druhou pilotovanou misi na orbitální stanici Saljut 3 a pravděpodobně vojenského charakteru. Posádkou byli kosmonauti palubní inženýr Lev Ďomin a velitel lodě Gennadij Sarafanov. Spojení se Saljutem se jim opakovaně nezdařilo pro poruchu automatického setkávacího systému Igla a protože loď neměla rezervní nebo manuální systém, musel být zamýšlený třicetidenní let výrazně - na dva dny - zkrácen. Podařila se pouze vizuální kontrola povrchu stanice ze vzdálenosti 30 metrů. Loď přistála na padáku bez problémů 48 km jihozápadně od města Celinogradu.. Bylo to první noční přistání Sojuzu.